# Teatro yiddish

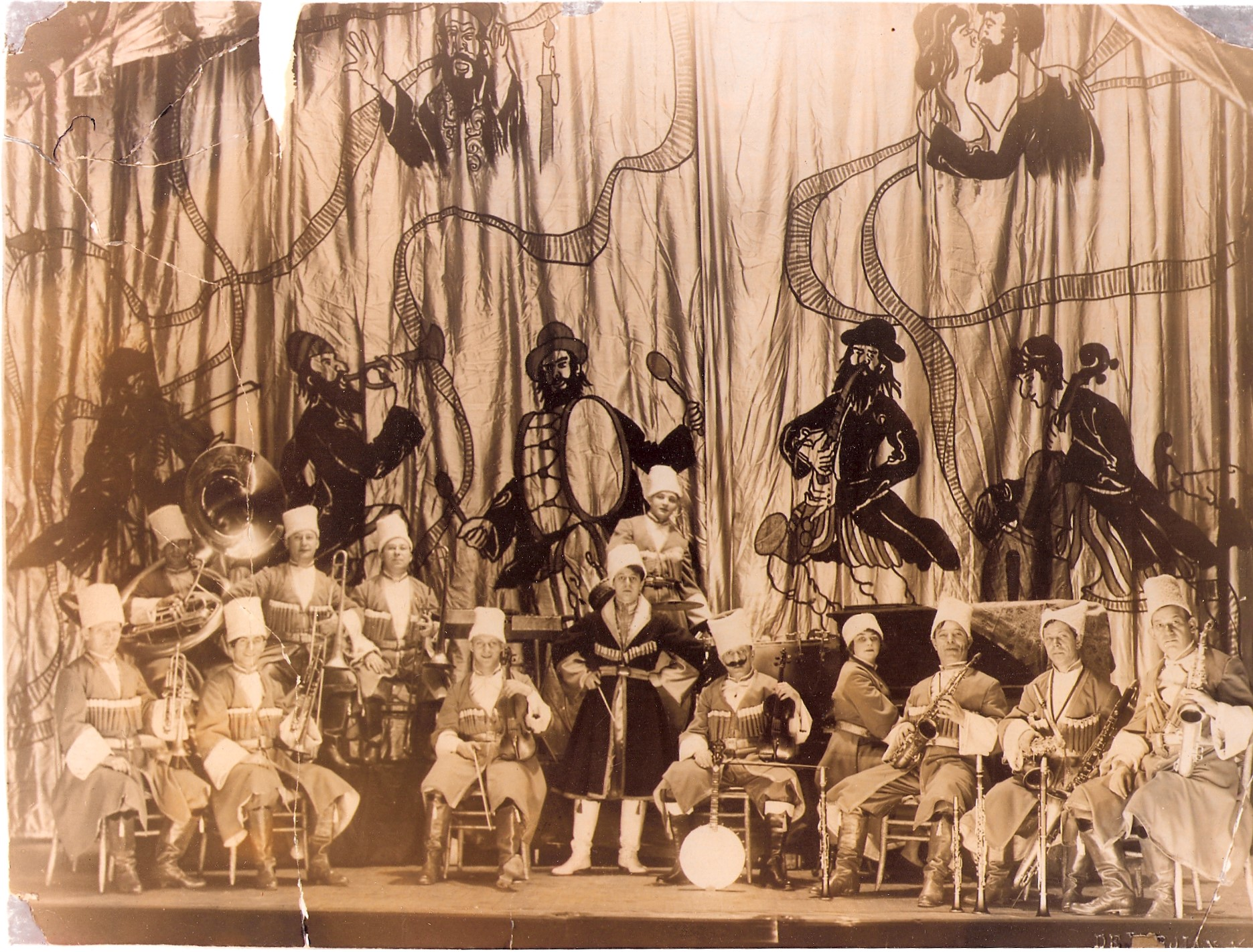
Joseph Cherniavsky e la sua Jazz Band chassidico-americana

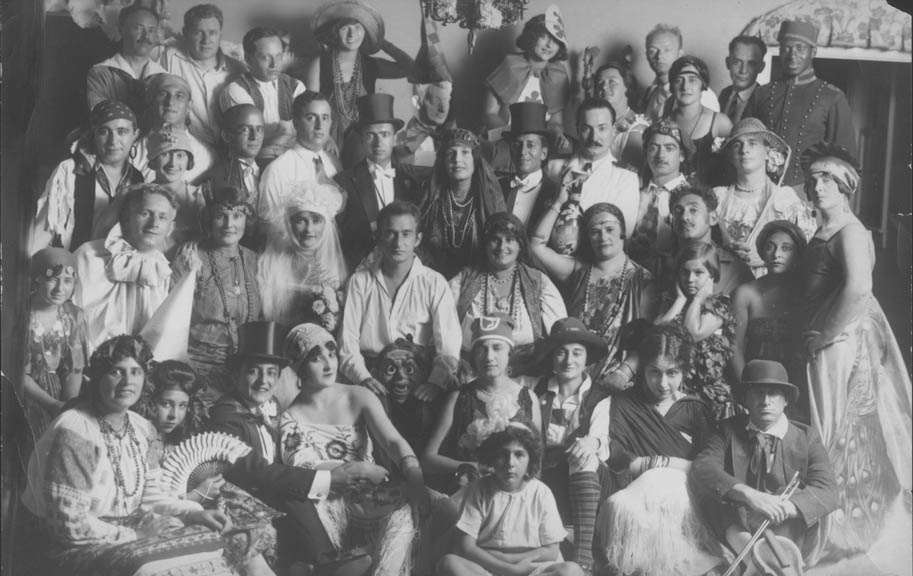
Purim Party presso il teatro di Ludwig Satz a Sea Gate, Brooklyn, ca. 1925

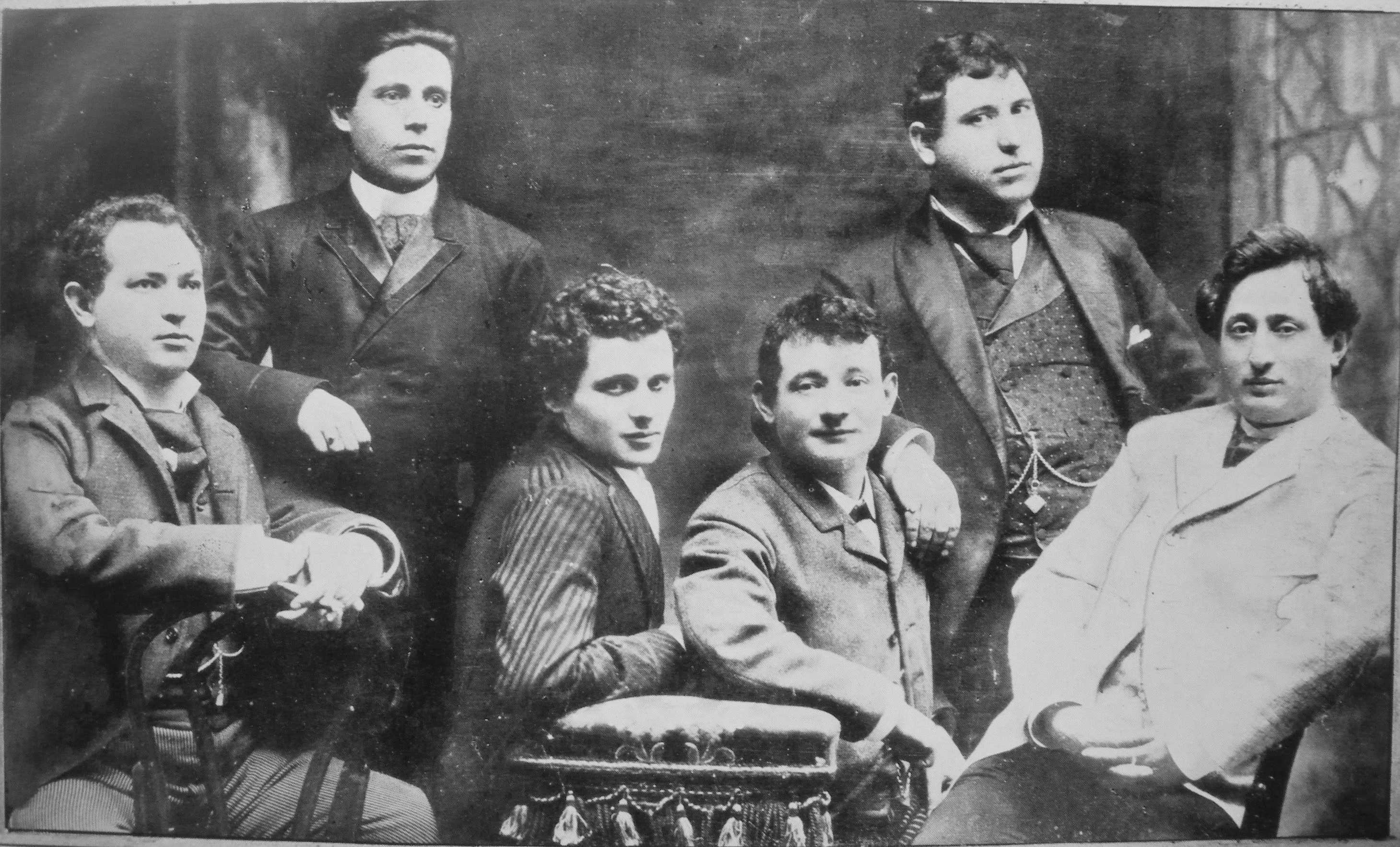
Attori e personaggi del teatro yiddish: da sinistra a destra: Jacob P. Adler, Zigmund Feinman, Zigmund Mogulesko, Rudolf Marx, Mr. Krastoshinsky e David Kessler, 1888

Il Teatro yiddish consiste in opere teatrali scritte ed eseguite principalmente da ebrei in yiddish, la lingua della comunità ebraica ashkenazita dell'Europa centrale. La gamma del teatro yiddish è ampia: operetta, commedia musicale e riviste satiriche o nostalgiche; melodramma; dramma naturalista; drammi espressionisti e modernisti. Al suo apice, la sua portata geografica era relativamente ampia: dalla fine del XIX secolo fino a poco prima della seconda guerra mondiale, il teatro yiddish professionale poteva essere trovato in tutte le aree maggiormente ebraiche dell'Europa centro-orientale e orientale, ma anche a Berlino, Londra, Parigi, Buenos Aires e New York.
Le radici del teatro yiddish comprendono le rappresentazioni spesso satiriche tradizionalmente eseguite durante la festa religiosa del Purim (note come Purim spiels); altre mascherate come la Danza della Morte; il canto dei cantori nelle sinagoghe; il canto laico ebraico e improvvisazione drammatica; esposizione alle tradizioni teatrali di vari paesi europei e alla cultura letteraria ebraica che era cresciuta sulla scia dell'illuminazione ebraica (Haskalah).
Israil Bercovici scrisse che è attraverso il teatro yiddish che "la cultura ebraica è entrata in dialogo con il mondo esterno", sia mettendosi in mostra sia importando pezzi teatrali di altre culture.
Temi come immigrazione, povertà, integrazione e forti legami ancestrali possono essere trovati in molte produzioni teatrali yiddish.

## Fonti nella cultura ebraica tradizionale
Noah Prilutski (1882-1941) ha osservato che il teatro yiddish non è nato contemporaneamente al teatro in altre lingue "nazionali" europee; ipotizzò che ciò fosse almeno in parte dovuto al fatto che il senso di nazionalità ebraico prediligeva l'ebraico rispetto allo yiddish come lingua "nazionale", ma pochi ebrei del periodo erano effettivamente a proprio agio nell'usare l'ebraico al di fuori di un contesto religioso/liturgico. Tuttavia vari tipi di spettacoli, compresi quelli di cantori, predicatori, giullari e musicisti strumentali, facevano parte della vita ebraica dell'Europa orientale molto prima dell'avvento ufficiale del teatro yiddish.
Bercovici suggerisce che, come per il dramma greco antico, elementi di spettacolo drammatico sorsero nella vita ebraica come raffinatezza artistica della pratica religiosa; evidenzia i riferimenti nella Bibbia alla danza, alla musica o al canto, specialmente nei Salmi (il tehillim ebraico, o i canti di lode), dove alcuni dei titoli si riferiscono a strumenti musicali, o al canto nel dialogo, sia tra le parti del coro, o tra il coro e il capo del rituale (in ebraico menatseach). Inoltre i balli tradizionali erano associati a certe festività, come il Sukkot.
Le rappresentazioni teatrali del Purim, le scenette eseguite da compagnie amatoriali durante le vacanze del Purim, erano una prima forma significativa di espressione teatrale. Spesso satiriche e di attualità, le rappresentazioni Purim venivano tradizionalmente rappresentate nel cortile della sinagoga, perché considerate troppo profane per essere eseguite all'interno dell'edificio. Queste facevano un uso massiccio di maschere e altri dispositivi teatrali; il ballo mascherato (e il canto e la danza) generalmente si estendeva a tutta la congregazione, non solo a un piccolo gruppo di musicisti. Mentre molte opere del Purim raccontavano la storia nel Libro di Ester commemorato dalla festa di Purim, altre usavano altre storie tratte dalle scritture ebraiche, come la storia di Giuseppe venduto dai suoi fratelli o il sacrificio di Isacco. Nel corso del tempo queste storie famose sono diventate meno un argomento che un pretesto per il teatro d'attualità e satirico. Mordechai è diventato un ruolo standard per un clown.
Le commedie di Purim furono pubblicate all'inizio del XVIII secolo. Almeno otto opere di Purim furono pubblicate tra il 1708 e il 1720; la maggior parte di queste non è sopravvissuta (almeno alcune furono bruciate in auto da fe), ma una sopravvive nella Jüdische Merkwürdigkeiten (1714), una raccolta di Johann Jakob Schudt (1664–1722).
Un'altra corrente simile nella cultura ebraica era una tradizione di ballerini mascherati che si esibivano dopo i matrimoni. La forma più elaborata di questo era la Danza della Morte, una rappresentazione raffigurante tutti gli strati di una società, che aveva avuto origine tra gli ebrei sefarditi in Spagna nel XIV secolo e si era diffusa in Europa tra ebrei e gentili. Gli ebrei italiani del XVI secolo avevano portato la musica e la danza a un livello artistico ancora più raffinato: a quel tempo in Italia c'erano virtuosi e maestri di danza ebrei a Mantova, Ferrara e Roma e le prime compagnie note di artisti ebrei in Europa. Versioni meno raffinate dello stesso si sono verificate anche nella Germania del XVIII secolo.
C'era inoltre una ricca tradizione di dialoghi nella poesia ebraica nota come Tahkemoni, risalente almeno a Yehuda Alharizi nella Spagna del XII secolo. Il lavoro di Al-Harizi conteneva dialoghi tra credente ed eretico, marito e moglie, giorno e notte, terra e oceano, saggezza e follia, avarizia e generosità. Tali dialoghi avevano un posto di rilievo nel primo teatro yiddish.
Nella rivista Nostalgia in Jewish-American Theatre and Film, 1979-2004, Ben Furnish stabilisce le radici profonde della nostalgia basate sulla storia ebraica. Molte di queste origini si basano su storie come quella dell'Assedio di Gerusalemme (587 a.C.) di ebrei della Terra santa. Gli spettacoli fino alle produzioni odierne traggono influenza da queste esperienze, creando un'immagine concreta dei temi e dei principi yiddish visti nel teatro ebraico.
L'origine del teatro nelle società cristiane in Europa è spesso riconducibile alle rappresentazioni della passione ed altre rievocazioni storiche religiose, simili per certi versi ai drammi del Purim. Nel Medioevo pochi ebrei li avrebbero visti: erano spesso rappresentati nei cortili delle chiese cristiane (poche delle quali erano vicino ai ghetti ebraici), nelle festività cristiane e spesso avevano significativi elementi antisemiti nelle loro trame e nei loro dialoghi. Tuttavia in tempi successivi, la tradizione natalizia ortodossa rumena degli Irozii, spettacoli di menestrelli incentrati sulla figura di Erode il Grande (In Rom: Irod), che erano l'origine del teatro in lingua rumena, ha decisamente influenzato le opere del Purim e viceversa.
Una volta che questo si sviluppò, gli ebrei furono molto più a contatto con il teatro secolare europeo. Le numerose commedie sui Meistersinger di Hans Sachs sugli argomenti dell'Antico Testamento furono ampiamente ammirate dagli ebrei dei ghetti tedeschi e, dal XVI secolo al XVIII, la storia biblica di Ester fu il tema teatrale più popolare nell'Europa cristiana, spesso sotto il nome latino Acta Assuero.

## Primi anni (pre-1876)
Il teatro yiddish professionale è generalmente datato 1876, sebbene ci siano prove diffuse di tentativi precedenti.
Oltre a circa 19 compagnie teatrali amatoriali in lingua yiddish a Varsavia e dintorni nel 1830, c'era anche, secondo una fonte contemporanea, una compagnia professionale che nel 1838 eseguì davanti a un pubblico ricettivo di ebrei e gentili un dramma in cinque atti, Mosè, di un certo A. Schertspierer di Vienna, con "personaggi ben tratteggiati e buone situazioni drammatiche e linguaggio." La stessa fonte riferisce che questo teatro aveva tra i suoi mecenati un certo numero di ufficiali militari russi, tra cui un generale che era considerato un "protettore" dello stesso, una circostanza che suggerisce le difficoltà che doveva affrontare.

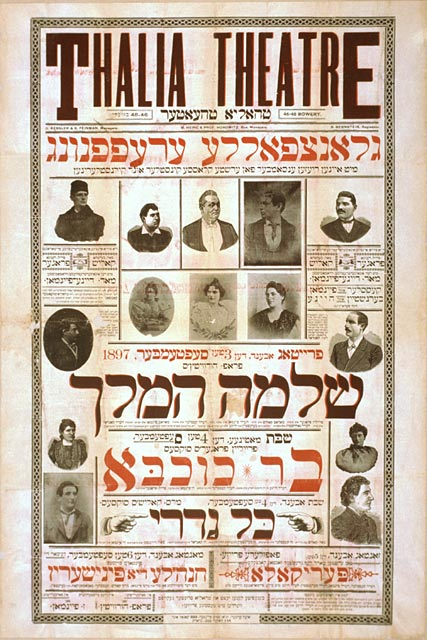
Manifesto del Thalia Theatre (Bowery Theatre), Josef Kroger, New York, 1897

Più o meno nello stesso periodo, ci sono indicazioni di una compagnia teatrale itinerante di lingua yiddish in Galizia, organizzata sulla falsariga di una troupe teatrale inglese o italiana.
Nel 1854 due studenti rabbinici di Žytomyr misero in scena uno spettacolo a Berdichev. Poco dopo l'ebreo ucraino Abraham Goldfaden, generalmente considerato il fondatore della prima compagnia teatrale yiddish professionale, frequentò quella stessa scuola rabbinica e mentre si trovava lì si sa che ha interpretato (nel 1862) il ruolo di una donna in un'opera teatrale, Serkele, di Solomon Ettinger. Poco dopo (nel 1869, secondo una fonte), Goldfaden scrisse un dialogo Tsvey Shkheynes (Due vicini), apparentemente destinato al palcoscenico e pubblicato con moderato successo. Un teatro yiddish di breve durata a Odessa nel 1864 rappresentò i drammi Esther e Athalia. Decktuch di Abraham Baer Gottlober, come il Serkele di Ettinger, fu scritto tra il 1830 e il 1840, ma pubblicato molto più tardi; Israel Aksenfeld (morto nel 1868 circa) scrisse diversi drammi in yiddish, che probabilmente non furono messi in scena durante la sua vita. Un altro dei primi drammaturghi yiddish fu Joel Baer Falkovich (Reb Chaimele der Koẓin, Odessa, 1866; Rochel die Singerin, Zhytomyr, 1868). Die Takse (1869) di Solomon Jacob Abramowitsch ha la forma di un dramma, ma, come il successivo Mekirat Yosef (Vilnius, 1893) di Eliakim Zunser, non era destinato al palcoscenico.
Hersh Leib Sigheter (1829-1930) scrisse ogni anno opere satiriche sul Purim e assunse ragazzi per recitarle. Sebbene spesso contestate dai rabbini, queste commedie erano popolari e venivano rappresentate non solo al Purim, ma anche per una settimana dopo, in varie località.
Un'altra corrente che allo stesso modo condusse al teatro yiddish professionale era una tradizione simile a quella dei trovatori o Minnesänger, apparentemente derivante dalla musica associata ai matrimoni ebraici e che spesso coinvolgeva cantanti che avevano anche lavorato come cantori nelle sinagoghe. Le prime registrazioni dei primi Brodersänger o cantanti Broder sono i commenti degli ebrei che passavano per Brody, che era su una delle principali rotte di viaggio, che generalmente disapprovavano il canto di canzoni quando nessuna occasione particolare richiedeva musica. Il più famoso dei cantanti di Brody fu l'itinerante Berl Margulis (1815–1868), noto come Berl Broder, "Berl da Brody"; 24 delle sue 30 canzoni sopravvissute sono sotto forma di dialoghi. Un altro influente interprete di questo stile fu Benjamin Wolf Ehrenkrantz (1826–1883), noto come Velvel Zbarjer. Bercovici descrive il suo lavoro come "mini-melodrammi in canto".
Tali artisti che si esibivano ai matrimoni, nei salotti dei ricchi, nei giardini estivi e in altri luoghi di ritrovo secolari degli ebrei dell'Europa orientale, non erano semplici cantanti. Spesso usavano costumi e spesso improvvisavano materiale parlato tra le canzoni, soprattutto quando si lavorava in gruppo. Israel Grodner, in seguito il primo attore di Goldfaden, partecipò a un concerto all'aperto a Odessa nel 1873 con dialoghi tra le canzoni paragonabili a gran parte di ciò che era nelle prime opere di Goldfaden. Lo stesso Goldfaden era già un noto poeta e molte delle sue poesie erano state musicate ed erano diventate canzoni popolari, alcune delle quali furono usate in quella rappresentazione del 1873.
Infine in questo periodo lo yiddish si stava affermando come lingua letteraria e alcuni ebrei con interessi secolari avevano familiarità con le tradizioni teatrali dominanti dei loro rispettivi paesi; data questa fiorente cultura intellettuale letteraria, entro uno o due anni dalla fondazione della prima compagnia teatrale yiddish professionale da parte di Goldfaden, c'erano più compagnie, più drammaturghi e più di una manciata di seri critici e teorici teatrali yiddish.

## Goldfaden e la nascita del teatro yiddish in Romania

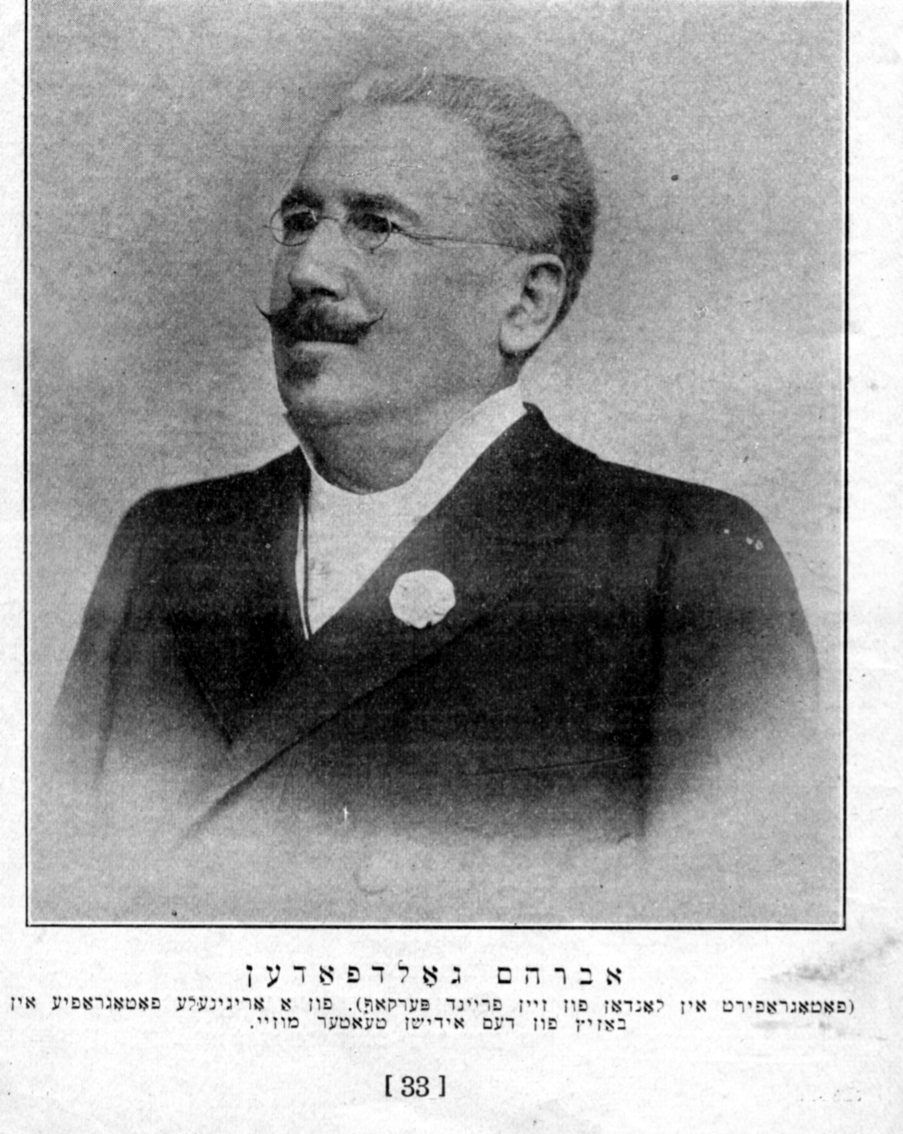
Abraham Goldfaden a Londra nel 1890

Abraham Goldfaden è generalmente considerato il fondatore della prima compagnia teatrale yiddish professionale, che fondò a Iași, in Romania nel 1876 e in seguito si trasferì a Bucarest. La sua carriera lo portò anche nella Russia imperiale, a Lemberg nella Galizia Asburgica (oggi Leopoli in Ucraina) ed a New York. Entro due anni dalla fondazione della sua compagnia da parte di Goldfaden, c'erano diverse compagnie rivali a Bucarest, per lo più fondate da ex membri della compagnia di Goldfaden. La maggior parte di queste compagnie seguiva la formula originale di Goldfaden del vaudeville musicale e della commedia leggera, mentre lo stesso Goldfaden si rivolse più a operette relativamente serie su argomenti biblici e storici, specialmente dopo che la sua compagnia lasciò Bucarest per un lungo tour delle città della Russia imperiale.
La compagnia di Goldfaden iniziò tutta al maschile; benché presto acquisissero anche attrici, rimase relativamente comune nel teatro yiddish che i ruoli femminili, in particolare i ruoli comici, fossero interpretati da uomini: le donne a volte interpretavano anche ruoli maschili: Molly Picon era una famosa Shmendrick. Molte delle prime opere teatrali yiddish erano costruite intorno a una serie di ruoli molto tradizionali: "una prima donna, una soubrette, un comico, un amante, un cattivo, un malvagio (o "intrigante"), un uomo e una donna più anziani per i ruoli dei personaggi e uno o due in più per i pezzi di ricambio come potrebbe richiedere la trama" e una componente musicale che potrebbe variare da un singolo violinista a un'orchestra. Questo era molto conveniente per una compagnia di repertorio, soprattutto per una compagnia itinerante. Sia all'inizio che durante i grandi anni del teatro yiddish, le compagnie erano spesso impegnate in affari di famiglia, con un marito, una moglie e spesso i loro figli che recitavano nella stessa compagnia.
Nella sua fascia alta, il primo teatro yiddish era noto per il suo sfarzo. Un corteo sull'incoronazione di Salomone, presentato in occasione dell'incoronazione del 1881 di Carlo I di Romania, fu descritto da Ion Ghica come "tra le cose più imponenti che hanno sfilato per l'incoronazione"; acquistò i costumi per il Teatro Nazionale Rumeno, che dirigeva all'epoca.

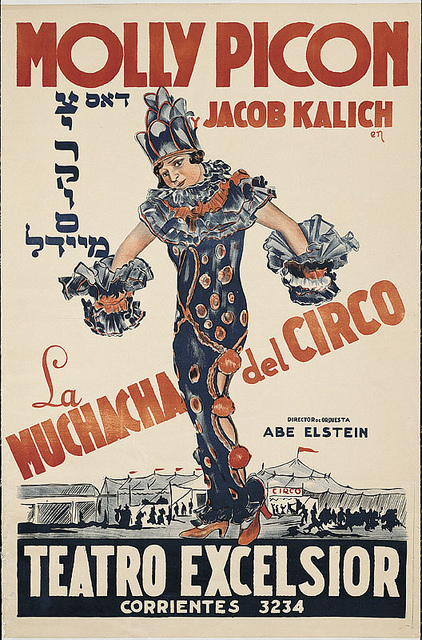
Poster di Molly Picon per la commedia La Muchacha del Circo

Sia la natura che le aspirazioni del primo teatro yiddish professionale si riflettono nelle osservazioni di Moses Schwarzfeld del 1877 che chiedevano un teatro ebraico serio ed "educativo": "Se scriviamo solo commedie o se imitiamo solo brani tedeschi, rumeni e francesi tradotti in yiddish, tutti noi avremo un teatro ebraico secondario... solo far ridere e piangere la gente è un male per noi ebrei in Romania". Lo stesso Goldfaden era d'accordo con tali sentimenti; in seguito, ricordando le sue opinioni all'epoca, scrisse: "Se sono arrivato ad avere uno stadio, voglio che sia una scuola per te ... Ridi di cuore se ti diverto con le mie battute, mentre io, guardandoti, sento il mio cuore piangere. Allora, fratelli, vi darò un dramma, una tragedia tratta dalla vita, e piangerete anche voi, mentre il mio cuore sarà felice".
B. Nathansohn, corrispondente del quotidiano ebraico Hamelitz con sede a Varsavia, visitò la Romania nell'estate del 1878 e scrisse: "Quando un ebreo entra in un teatro yiddish a Bucarest è sbalordito ascoltando la lingua yiddish in tutto il suo splendore e fastosità" e chiamò Goldfaden per creare teatri simili a Varsavia, Lublino, Vilna, Berdichev e Balta.
Mentre il teatro yiddish fu un successo immediato presso le grandi masse di ebrei ed era generalmente apprezzato e ammirato dagli intellettuali ebrei e da molti intellettuali gentili, una piccola ma socialmente potente parte della comunità ebraica, centrata tra ebrei ortodossi e chassidici, rimase contraria. Oltre alle lamentele sulla mescolanza di uomini e donne nel pubblico e sull'uso della musica e della danza al di fuori dei contesti sacri, le due principali critiche di questo quartiere erano (1) che il "gergo" yiddish veniva promosso a scapito dell'"ebraico" corretto e (2) quella satira contro Hasidim ed altri non sarebbero necessariamente stati intesi come satira e avrebbero fatto sembrare gli ebrei ridicoli. Bercovici cita un articolo anonimo del 1885 come risposta a queste critiche dicendo: (1) che tutti gli ebrei parlano una lingua moderna e perché mai lo yiddish dovrebbe essere più dannoso per l'ebraico del rumeno, russo o tedesco; e (2) che i gentili che sarebbero venuti al teatro yiddish non sarebbero stati degli antisemiti, ma che sarebbero stati quelli che già conoscevano e amavano gli ebrei e che avrebbero riconosciuto la satira per quello che era, aggiungendo che queste critiche non erano "niente" quando pesava contro l'educazione che il teatro yiddish portava alle classi inferiori.
Scrivendo della compagnia di Sigmund Mogulesko in Romania nel 1884, e probabilmente riferendosi alle commedie di Moses Horowitz e Joseph Lateiner, Moses Gaster scrisse che il teatro yiddish "rappresenta scene della nostra storia conosciute solo da una piccola minoranza, rinfrescando, quindi, la memoria secolare" e "ci mostra i nostri difetti, che abbiamo come tutti gli uomini, ma non con la tendenza a colpire la nostra immoralità con tendenza alla cattiva volontà, ma solo con uno spirito ironico che non ci ferisce, feriti dalle rappresentazioni su altri scenari, dove l'ebreo gioca un ruolo degradante".
Le commedie di Goldfaden alla fine formarono un canone del teatro yiddish e furono rappresentate ininterrottamente per oltre cinquant'anni; nel mondo del teatro erano considerate con reverenza come una sorta di "Torah dal Sinai" e i personaggi delle commedie permearono la vita culturale ebraica per diverse generazioni.

## Teatro yiddish in Russia

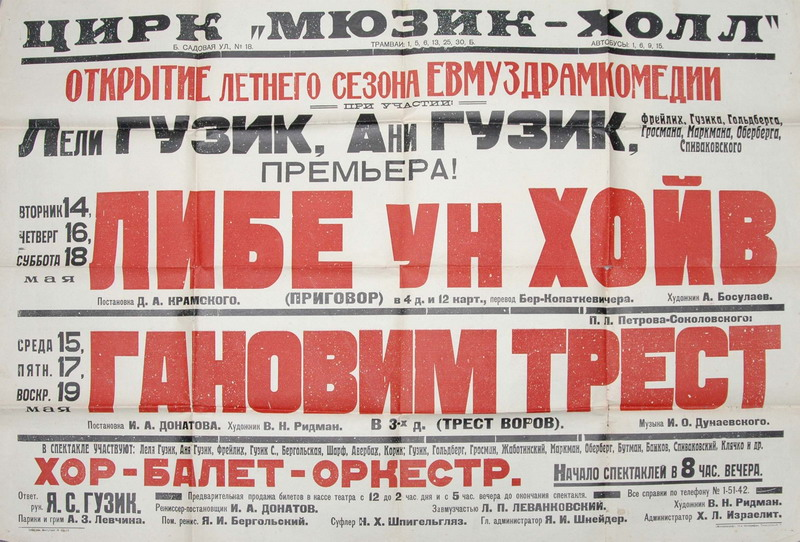
Poster per Jewmuzdramcomedy (Teatro ebraico). Mosca, Russia, 1920

Se il teatro yiddish è nato in Romania, la sua giovinezza si è svolta nella Russia imperiale, in gran parte in quella che oggi è l'Ucraina. La compagnia di Israel Rosenberg, che in seguito ebbe una serie di manager, tra cui il fratello di Goldfaden, Tulja, e che a un certo punto si divise in due, con una metà guidata dall'attore Jacob Pavlovič Adler, diede la prima rappresentazione teatrale yiddish professionale in Russia a Odessa nel 1878. Goldfaden in persona andò a Odessa, spingendo la troupe di Rosenberg nelle province e anche Osip Michajlovič Lerner e N. M. Šejkevič fondarono un teatro yiddish a Odessa, che per diversi anni divenne la capitale del teatro yiddish.
La Russia offriva un pubblico più sofisticato della Romania rurale: molti ebrei russi frequentavano regolarmente il teatro in lingua russa e Odessa era una città teatrale di prim'ordine. In questo contesto, operette melodrammatiche serie, ed anche opere parlate, presero il loro posto nel repertorio tra le vaudeville e le commedie più leggere che avevano predominato fino a quel momento. Tutte e tre le principali compagnie di Odessa realizzarono le proprie produzioni dell'opera di Karl Gutzkow Uriel Acosta (con la produzione di Goldfaden come operetta).
Tuttavia anche questa maggiore raffinatezza non poteva essere paragonata agli sforzi successivi e più ambiziosi del teatro yiddish. Ripensando a questo periodo, sebbene riconoscesse alcuni dei drammi di Goldfaden di quest'epoca come "capolavori", Jacob Adler lo vide come un periodo di relativa mediocrità rispetto a quello che venne dopo. "Per tre anni ... ho vagato nella caverna della Strega e nel variegato Shmendrick e cosa sapevo veramente del mio mestiere?" si descrive come pensante nel 1883. "Se un giorno dovessi tornare al teatro yiddish, lascia che almeno non sia così ignorante". Gran parte del teatro rappresentato durante questo periodo fu successivamente definito shund, o spazzatura, sebbene critici come Itsik Manger sentissero che possedeva un'energia ingenua e fu ingiustamente diffamato.
Quello che per un certo tempo sembrava un futuro sconfinato in Russia fu interrotto dalla reazione antiebraica seguita all'assassinio dello zar Alessandro II; Il teatro yiddish fu bandito, con un'ordinanza in vigore il 14 settembre 1883. Questo divieto causò un esodo di attori e drammaturghi yiddish verso altri paesi, la Polonia, in particolare, dove avevano la libertà di esibirsi.
Il Teatro Yiddish di Mosca, o Teatro da camera ebraico di Mosca, o il nuovo Teatro da camera yiddish, diretto da Aleksej Granovskij e con collaboratori tra cui Marc Chagall, fu fondato a Pietrogrado nel giugno 1919 come laboratorio sperimentale, che poi divenne il Moscow State Jewish Theatre.

## Teatro yiddish a Londra
Della successiva era del teatro yiddish, Adler scrisse: "... se il teatro yiddish era destinato a passare la sua infanzia in Russia e in America crebbe fino all'età adulta ed al successo, allora Londra era la sua scuola". A Londra nel 1880, suonando in piccoli club teatrali "su un palcoscenico delle dimensioni di un cadavere", non osando recitare il venerdì sera o accendere un fuoco sul palco il sabato pomeriggio (entrambi a causa del Sabbath ebraico), costretti a usare un corno di montone di cartone durante la riproduzione di Uriel Acosta per non bestemmiare, il teatro yiddish ha comunque assunto gran parte del meglio della tradizione teatrale europea.
In questo periodo i drammi di Schiller entrano per la prima volta nel repertorio del teatro yiddish, a cominciare da I masnadieri, l'inizio di una moda che sarebbe durata un quarto di secolo. Adler registra che, come Shakespeare, Schiller era "venerato" dal vasto pubblico ebraico, non solo dagli intellettuali, ammirato per la sua "visione quasi socialista della società", sebbene le sue opere fossero spesso radicalmente adattate per il palcoscenico yiddish, accorciandole e abbandonando i riferimenti mitologici cristiani, antisemiti e classici. C'erano diversi piccoli gruppi teatrali ebraici a Manchester e Glasgow.

## Teatro yiddish in Polonia
La Polonia era un importante centro dell'attività teatrale yiddish, con più di 400 compagnie teatrali yiddish che si esibivano nel paese durante il periodo tra le due guerre. Una delle compagnie più importanti, la Vilna Troupe (Vilner trupe) di avanguardia, fu formata a Vilnius, come suggerisce il nome, ma si trasferì a Varsavia nel 1917. La Vilna Troupe impiegò alcuni degli attori più affermati sul palcoscenico yiddish, tra cui Avrom Morevski, che interpretò il Miropolyer tsaddik nella prima rappresentazione di Il Dybbuk e Joseph Buloff, che era l'attore principale della Vilna Troupe e continuò a realizzare ulteriori successi con lo Yiddish Art Theatre di Maurice Schwartz a New York. Fu a Varsavia che la compagnia di Vilnius mise in scena la prima rappresentazione del Dybbuk nel 1920, un'opera teatrale che lasciò un'impressione profonda e duratura nel teatro yiddish e nella cultura mondiale. La compagnia di Vilnius ha ispirato la creazione di compagnie teatrali yiddish più avantgarde e ambiziose, tra cui il teatro artistico yiddish di Varsavia, fondato da Zygmunt Turkow e Ida Kamińska nel 1924, il Nuovo teatro yiddish di Varsavia, fondato da Jonas Turków nel 1929 e lo Young Theatre, fondato da Michal Weichert nel 1932.
Oltre ai seri sforzi artistici dei teatri d'arte, il cabaret fiorì in Polonia durante il periodo tra le due guerre, combinando spettacoli musicali con cabaret. I praticanti più celebrati di questo tipo di spettacolo furono Shimen Dzigan e Yisroel Shumacher, che iniziarono la loro carriera di commedia yiddish per tutta la vita al teatro Ararat di Łódź nel 1927. Anche il teatro di pupazzi e marionette raggiunse un grande significato artistico, spesso mettendo in scena spettacoli satirici su questioni sociali contemporanee .
Il teatro yiddish in Polonia rifletteva le preoccupazioni politiche del suo tempo. Lottarono finanziariamente, come tutte le istituzioni culturali ebraiche durante quel periodo, anche se per un certo periodo prosperarono in un'atmosfera politica più liberale. Attori e registi, proprio come altri in quel periodo, erano molto consapevoli dei rapporti di lavoro e cercavano di creare rapporti di lavoro egualitari. Organizzazioni come la Yiddish Actors' Union, con sede a Varsavia, svolsero un ruolo cruciale nel fornire un forum per i professionisti del teatro per discutere di questi problemi e provare nuove soluzioni, come i teatri gestiti collettivamente. Gli stessi spettacoli teatrali affrontarono anche questioni sociali. Lo Yung-teater di Michal Weichert era particolarmente noto per l'impegno politico, mettendo in scena un'attraente interpretazione d'avanguardia dell'opera teatrale Boston, di Bernhard Blum, sul processo a Sacco e Vanzetti, nel 1933.

## Teatro yiddish nelle Americhe

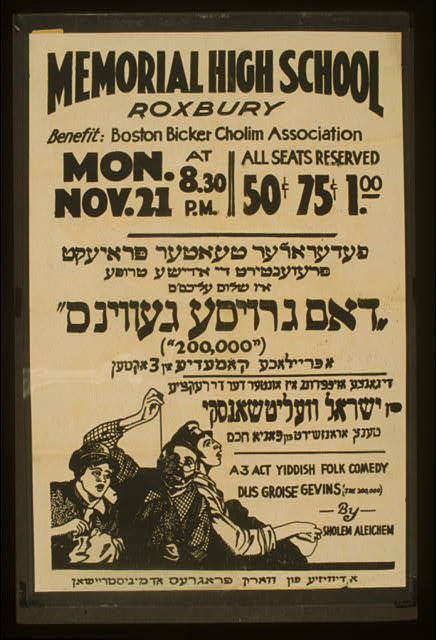
Poster WPA, Boston, 1938

L'interdizione russa del 1883 al teatro yiddish (revocata nel 1904) lo spinse efficacemente in Europa occidentale e poi in America. Nel corso dei decenni successivi, ondate successive di artisti yiddish arrivarono a New York (e, in misura minore, a Berlino, Londra, Vienna e Parigi), alcuni semplicemente come artisti in cerca di un pubblico, ma molti a seguito di persecuzioni, pogrom e crisi economiche nell'Europa orientale. Il teatro professionale yiddish di Londra iniziò nel 1884 e fiorì fino alla metà degli anni '30. Nel 1896 la compagnia di Kalman Juvilier era l'unica rimasta in Romania, dove aveva avuto inizio il teatro yiddish, anche se Mogulesko aveva provocato una rinascita nel 1906. C'era anche qualche attività a Varsavia e Lvov, che erano sotto il dominio austriaco anziché che russo.
In questo periodo il teatro yiddish esisteva quasi interamente sul palcoscenico, piuttosto che in testi scritti. la Jewish Encyclopedia del 1901-1906 riportava: "Probabilmente ci sono meno di cinquanta drammi in yiddish stampati e l'intero numero di drammi scritti di cui si ha notizia difficilmente supera i cinquecento. Di questi almeno nove decimi sono traduzioni o adattamenti."
A partire dal 1882 e per tutto il 1880 e il 1890, compagnie teatrali amatoriali presentarono produzioni yiddish a New York, portando spettacoli regolari nei fine settimana teatri come il Bowery Garden, il National e il Thalia, con sconosciuti come Boris Thomashefsky che emergevano come star. Il Teatro Thalia cercò di cambiare il materiale del palcoscenico yiddish per riformare meglio il materiale che veniva prodotto. “I riformatori del teatro yiddish, spiegò in seguito Jacob Gordin, volevano “utilizzare il teatro per scopi superiori; per trarne non solo divertimento, ma educazione". Lo stesso Jacob Gordin aveva tentato numerose volte di portare le sue opere sul palco di Windsor senza fortuna. "Gordin sfidò con successo Lateiner e Hurwitz nel 1891-1892 quando entrò nel teatro yiddish con lo scopo dichiarato di riformare il dramma yiddish." Piuttosto che "assecondare il gusto del pubblico per gli spettacoli "shund" (spazzatura) a buon mercato, cercò di garantire la buona volontà dell'intellighenzia dell'East Side con la letteratura ed incorporò sempre più i concetti di "vera arte" e "dramma serio" nella loro immagine pubblica". Si svilupparono e fiorirono presto compagnie professionali, tanto che tra il 1890 e il 1940 c'erano oltre 200 teatri yiddish o compagnie teatrali yiddish in tournée negli Stati Uniti. In molte occasioni una dozzina di gruppi teatrali yiddish esistevano nella sola New York, con il quartiere dei teatri yiddish, a volte indicato come la "Rialto ebraica", centrato sulla Seconda Avenue in quello che ora è l'East Village, ma che allora era considerato in parte il Lower East Side ebraico, che spesso rivaleggiava con Broadway per dimensioni e qualità. All'epoca in cui gli Stati Uniti entrarono nella prima guerra mondiale, c'erano 22 teatri yiddish e due sedi del vaudeville yiddish nella sola New York. Durante questo periodo furono rappresentate opere teatrali originali, musical e persino traduzioni di Amleto e di opere di Richard Wagner, sia negli Stati Uniti che nell'Europa orientale.
Si dice che il teatro yiddish abbia due età d'oro artistiche, la prima nelle opere realistiche prodotte a New York alla fine del XIX secolo e la seconda nelle opere politiche e artistiche scritte e rappresentate in Russia e New York negli anni '20. Il teatro professionale yiddish di New York iniziò nel 1886 con una compagnia fondata da Sigmund Mogulesko. Al tempo del funerale di Goldfaden nel 1908, il New York Times scrisse: "La densa popolazione ebraica nel Lower East Side di Manhattan mostra nel suo apprezzamento della sua umile poesia yiddish e del dramma più o meno lo stesso spirito che controllava il pubblico ruvido del teatro elisabettiano. Là, come nella Londra del sedicesimo secolo, c'è una vera rinascita intellettuale".
Jacob Dinezon scrisse scherzando:
"Nel febbraio 1902 il costruttore e filantropo ebreo Harry Finschel acquistò un pezzo di terreno di circa 929 metri quadrati, all'angolo sud di Grand e Chrystie Street con l'intenzione di erigere sul sito un teatro per spettacoli yiddish." Al momento dell'apertura del Grand Theatre di New York (1903), il primo teatro yiddish di New York costruito appositamente, il New York Times osservò: "Che la popolazione yiddish è composta da spettatori confermati è stato evidente per molto tempo e per molti anni almeno tre teatri, che avevano servito la loro giornata di utilità per i drammi inglesi, sono stati messi in servizio, fornendo divertimento alla gente del ghetto".
In effetti questo era un enorme eufemismo di quello che stava succedendo nel teatro yiddish in quel momento. Più o meno nello stesso periodo Lincoln Steffens scrisse che il teatro che si svolgeva in quel periodo in yiddish eclissava quello che veniva rappresentato in inglese. Gli spettatori yiddish di New York avevano familiarità con le commedie di Ibsen, Tolstoy e persino Shaw molto prima che queste opere fossero eseguite a Broadway, e l'alto livello della recitazione in lingua yiddish divenne chiaro quando gli attori yiddish iniziarono ad attraversare Broadway, prima con il tour de force di Jacob Pavlovich Adler di spettacoli come Shylock in una produzione del 1903 de Il mercante di Venezia, ma anche con artisti come Bertha Kalich, che si muoveva avanti e indietro tra i principali palcoscenici della città in lingua yiddish e in lingua inglese.
Nina Warnke ha scritto:
Alcuni dei più importanti drammaturghi yiddish della prima era includevano: Jacob Gordin (1853-1909), noto per opere teatrali come The Yiddish King Lear e per le sue traduzioni e adattamenti di Tolstoj, Solomon Libin (1872-1955), David Pinski (1872–1959) e Leon Kobrin (1872–1946).

Questa prima età dell'oro del dramma yiddish in America finì quando il periodo dal 1905 al 1908 portò mezzo milione di nuovi immigrati ebrei a New York. Ancora una volta, come negli anni Ottanta dell'Ottocento, il pubblico più numeroso per il teatro yiddish era per gli spettacoli leggeri. Gli Adlers e Keni Liptzin continuavano a fare teatro classico, ma Boris e Bessie Thomashefsky tornarono allo stile precedente, facendo una fortuna con quello che gli Adler disprezzavano come teatro "shund" ("spazzatura"). Opere come The Jewish Heart di Joseph Lateiner ebbero successo in questo periodo, mentre le ultime opere di Gordin come Dementia Americana (1909) furono inizialmente fallimenti commerciali. Sarebbe stato il 1911 prima che la tendenza fosse invertita, con la produzione di successo commerciale di Adler de Il cadavere vivente di Tolstoy (noto anche come Redenzione), tradotto in yiddish da Kobryn. Il teatro yiddish, più e meno serio, persisteva. Come scrive Lulla Rosenfeld, "l'arte e lo shund troverebbero il loro pubblico".

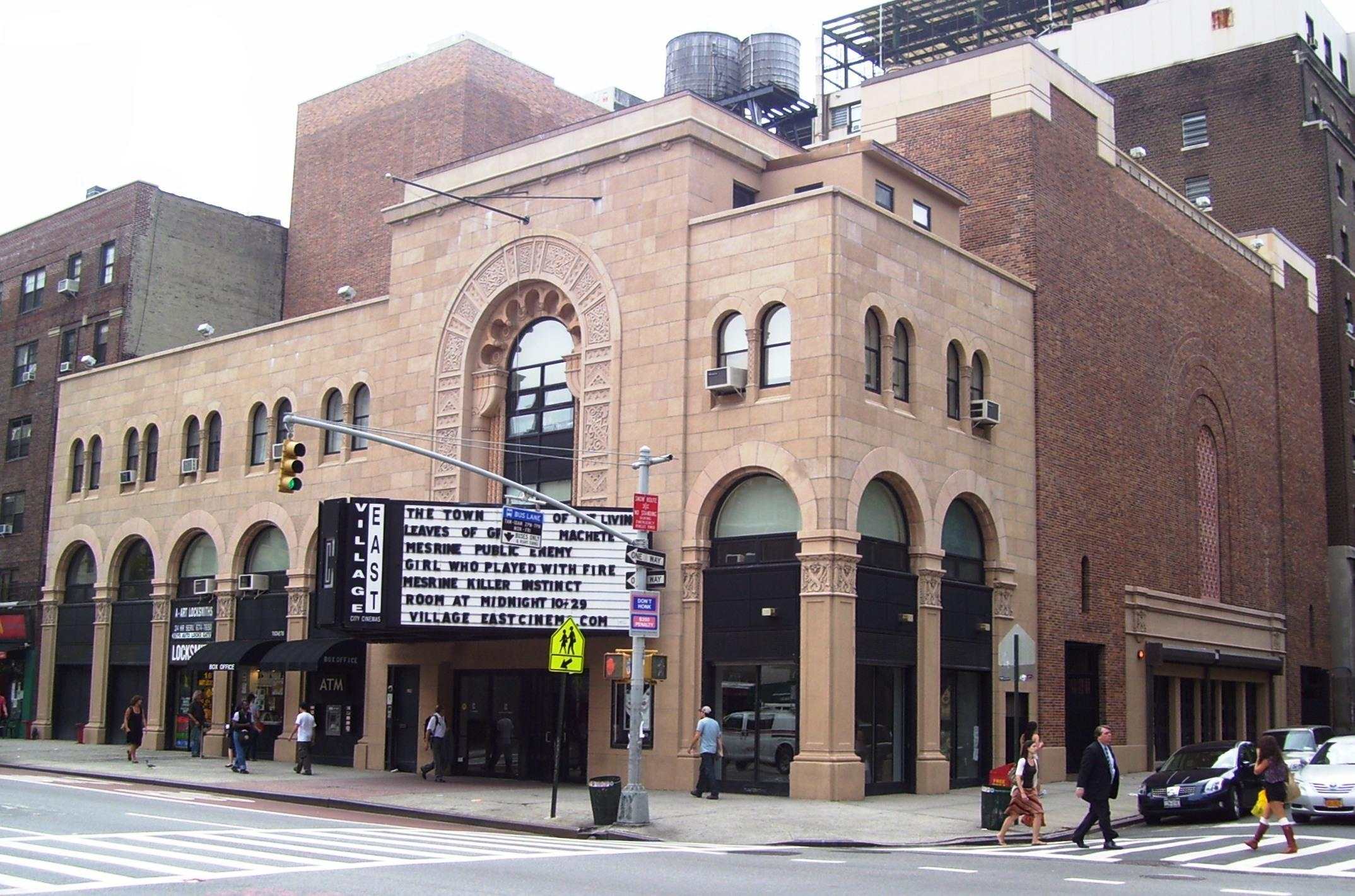
Nel 1926, l'imprenditore Louis N. Jaffe costruì questo teatro per l'attore Maurice Schwartz ("Mr. Second Avenue") e il suo Yiddish Art Theatre. La zona all'epoca era conosciuta come la "Rialto ebraica". Dopo quattro stagioni diventò lo Yiddish Folks Theatre, poi un cinema, la sede del Phoenix Theatre, l'Entermedia Theatre e ora di nuovo un cinema, il Village East Cinema. È stato designato punto di riferimento di New York nel 1993.

Il teatro yiddish ha continuato ad avere i suoi alti e bassi. Nel 1918 Isaac Goldberg poté guardarsi intorno e scrivere ragionevolmente che "... il palcoscenico yiddish, nonostante abbia prodotto i suoi più grandi drammaturghi solo ieri" ... "è già, nonostante i suoi successi finanziari, prossimo all'estinzione." Quando questo accadde era all'alba di una seconda era di grandezza: un articolo del New York Times del 1925 afferma che "il teatro yiddish è stato completamente americanizzato ... ora è un'istituzione americana stabile e non più dipendente dall'immigrazione dall'Europa orientale. Persone che non sanno né parlare né scrivere yiddish assistono a spettacoli teatrali yiddish e pagano i prezzi di Broadway sulla Seconda Avenue." Ciò è attribuito al fatto che il teatro yiddish è "solo una del[le] ...  espressioni "della vita culturale ebraica di New York "in piena fioritura".
Opere famose di questa seconda età dell'oro furono The Dybbuk (1919), di S. Ansky, considerata un'opera rivoluzionaria sia nel teatro yiddish che in quello tradizionale. È stato tradotto in molte lingue e rappresentato migliaia di volte in tutto il mondo, sul palco e in televisione; ci sono stati diversi film. Ora è considerato il gioiello della corona del teatro ebraico. Opere, balletti, suite sinfoniche e altre composizioni musicali sono state basate su The Dybbuk. Negli anni precedenti era considerato così importante che le parodie su The Dybbuk venivano scritte ed eseguite in Europa e negli Stati Uniti.
Dopo la crescente popolarità del teatro yiddish nelle Americhe, spettacoli come Fiddler on the Roof, creato da Joseph Stein e Sheldon Harnick, portarono i principi del teatro yiddish sul palcoscenico di Broadway.
An-sky ha scritto una serie di altre opere teatrali, quattro delle quali sono incluse nel suo Gezamelte shriften, da tempo fuori catalogo. Uno ("Giorno e notte") è, come The Dybbuk, una storia gotica chassidica. Le altre tre commedie hanno temi rivoluzionari e sono state originariamente scritte in russo: Father and Son, In a Conspiratorial Apartment e The Grandfather. Tutti e quattro sono stati recentemente ripubblicati in un'edizione bilingue yiddish-inglese.
Notevoli sono anche Il Golem di H. Leivick (1888–1962), così come le opere di Sholem Aleichem.
Buenos Aires, in Argentina, ha avuto un ruolo preminente nel teatro yiddish tra le due guerre. Mentre il teatro yiddish prebellico in Argentina aveva rasentato il burlesque, poco dopo la prima guerra mondiale Thomashefsky e altri portarono le loro compagnie a Buenos Aires per la bassa stagione, quando i teatri di New York erano chiusi per l'estate (l'inverno argentino). Secondo Michael Terry, Buenos Aires ha vissuto un "periodo d'oro" del teatro yiddish negli anni '30 e '40, diventando "la seconda città della storia mondiale del teatro yiddish". Ci sono stati anche spettacoli teatrali in yiddish in molte città brasiliane.
Il teatro yiddish dopo la seconda guerra mondiale è stato ripreso con la scrittura e l'interpretazione di The Warsaw Ghetto.
Molti artisti innovativi erano individui ebreo-americani; Ben Furnish nella sua opera Nostalgia in Jewish-American Theatre and film, 1979-2004, osserva che Elizabeth Taylor e Marilyn Monroe erano entrambe di discendenza ebraico-americana.
Molti dei più importanti insegnanti di recitazione americani del XX secolo, come Stella Adler (figlia di Jacob e Sara Adler e sorella dell'attore Luther Adler) e Lee Strasberg, hanno avuto i loro primi assaggi di teatro in yiddish. Sebbene alcuni dei metodi sviluppati da loro e da altri membri del Group Theatre fossero reazioni allo stile spesso melodrammatico e straordinario del teatro yiddish, questo stile ha comunque informato le loro teorie e ha lasciato il suo segno su di loro. Il teatro yiddish è stato anche molto influente su quello che è ancora noto come umorismo ebraico.

## Teatro yiddish post-olocausto
Come il resto della cultura in lingua yiddish, il teatro yiddish fu devastato dall'Olocausto. La maggior parte degli oratori yiddish del mondo furono uccisi e molti teatri furono distrutti. Molti degli ashkenaziti di lingua yiddish sopravvissuti emigrarono in Israele, dove molti si assimilarono all'emergente cultura di lingua ebraica, poiché lo yiddish era scoraggiato e disprezzato dai sionisti. In Unione Sovietica il Teatro Ebraico Statale di Mosca continuò a dare rappresentazioni fino al 1948, quando fu chiuso.
Sebbene i suoi giorni di gloria siano passati, le compagnie teatrali yiddish si esibiscono ancora in varie comunità ebraiche. La compagnia Folksbiene (Teatro popolare) di New York City è ancora attiva 90 anni dopo la sua fondazione. New Yiddish Rep, fondata a New York nel 2007, ha avuto molto successo nella produzione di spettacoli yiddish per un pubblico più giovane rispetto al Folksbiene orientato agli anziani. Il Dora Wasserman Yiddish Theatre di Montreal, Quebec, Canada è attivo dal 1958.
Anche il Teatro Ebraico Ester Rachel e Ida Kaminska di Varsavia, in Polonia e il Teatro Ebraico di Stato di Bucarest, in Romania, continuano a recitare in yiddish, con traduzioni simultanee rispettivamente in polacco e rumeno. Sebbene il teatro yiddish non abbia mai preso piede nello stato di Israele, la compagnia teatrale Yiddishpiel (fondata nel 1987) sta ancora producendo e recitando nuove rappresentazioni a Tel-Aviv. La produzione yiddish più longeva in Israele, che fu anche uno dei pochi successi teatrali yiddish commerciali dopo l'Olocausto, fu la produzione di Pesach Burstein di Songs of the Megillah di Itzik Manger (Yiddish: Megille Lider). È uscito anche a Broadway nel 1968 con recensioni favorevoli come Megilla of Itzik Manger. La carriera della troupe Burstein è documentata nel film documentario del 2000 The Komediant. Il cantante lirico e attore David Serero sta riportando il teatro yiddish, adattato in inglese, nel Lower East Side di New York, con spettacoli come il Re Lear Yiddish.
Nel 2019 una produzione yiddish di Fiddler on the Roof (Fidler Afn Dakh) di Folksbiene ha aperto allo Stage 42, uno dei più grandi teatri off-Broadway. Era stato un successo nel 2018 al Museum of Jewish Heritage nel centro di Manhattan.

## Nella cultura popolare
Il musical del 1987 On Second Avenue è un musical off-Broadway e guarda indietro al teatro yiddish sulla Seconda Avenue di New York. Ha avuto un revival di successo nel 2005, con un cast guidato da Mike Burstyn ed è stato nominato per due Drama Desk Award.
L'autore di Nostalgia in Jewish-American Theatre and Film, 1979-2004, Ben Furnish, produce esempi di drammaturghi moderni che creano opere coerenti con i principi e i canoni del teatro yiddish, come Eleanor Reissa, Miriam Shmuelevitch-Hoffman e David Pinski. Sebbene si tratti di produttori e scrittori attuali, i temi all'interno delle produzioni rimangono simili a quelli delle opere classiche ebraiche nel corso degli anni.
Uno dei primi musical di Alan Menken, Dear Worthy Editor, c.ca del 1974 , era basato sulle lettere al redattore del quotidiano ebraico americano Jewish Daily Forward, che descriveva le lotte degli ebrei dell'Europa orientale dall'inizio del secolo come cercarono di assimilarsi mantenendo la loro cultura.